# Live From The Battle In Seattle
Live From The Battle In Seattle — концертний альбом проєкту The No WTO Combo, що вийшов у 2000 році.

## Історія створення
Альбом містить запис єдиного виступу супергурту, створеного Джелло Біафра та Крістом Новоселічем під час заворушень в Сіетлі, пов'язаних з протестами проти дій Світової організації торгівлі. Біафра був відомий своїми політичними виступами й до цього, так само як і Новоселіч, який займався активізмом ще під час виступів в Nirvana. Вони хотіли долучити до протестів якийсь відомий гурт, але не зуміли це зробити, тому вирішили виступити самостійно. Новоселіч запросив гітариста Soundgarden Кіма Таїла та барабанщицю свого гурту Sweet 75 Джину Мейнвал. 1 грудня 1999 року вони виконали чотири композиції — дві кавер-версії, та дві нові пісні.
Платівка розпочиналась з п'ятнадцятихвилинної промови Джелло Біафри, присвяченій важливості протестного руху. Слідом за нею йшли чотири треки, які було записано під час концерту в клубі The Showbox. Першою з них стала «Let's Lynch the Landlord», класична композиція колишнього гурту Біафри Dead Kennedys. Після цього йшли нові пісні «New Feudalism» та «Electronic Plantation», типові панк-рокові композиції, у яких критикували діяльність СОТ. Завершальною піснею стала шістнадцятихвилинна «Full Metal Jackoff» з репертуару іншого гурту Біафри D.O.A.
На сайті AllMusic альбом оцінили на дві з половиною зірки з п'яти. Метт Кантор відзначив тексти пісень, присвячені правам людини, НАФТА та СОТ, які були доповнені анотаціями Біафри та Новоселіча, що пояснювали суть протестів в Сіетлі. З музичного погляду Кантор виділив гітарну майстерність Кіма Таїла, порівнявши його з Грегом Гінном (Black Flag) та Іст Бей Реєм (Dead Kennedys). На думку оглядача, альбом вийшов показовим історичним документом, що продемонстрував, як рок-музиканти можуть долучатись до суспільних протестів.

## Список пісень
| #  | Назва                                            | Тривалість |
| -- | ------------------------------------------------ | ---------- |
| 1. | «Battle In Seattle» (промова Джелло Біафри)      | 15:02      |
| 2. | «Let's Lynch The Landlord» (кавер Dead Kennedys) | 3:42       |
| 3. | «New Feudalism»                                  | 4:16       |
| 4. | «Electronic Plantation»                          | 4:56       |
| 5. | «Full Metal Jackoff» (кавер D.O.A.)              | 16:29      |

## Учасники запису
| The No WTO Combo - Джелло Біафра — вокал, тексти, музика, дизайн-концепція, текст анотації - Кріст Новоселіч — бас-гітара, вокал, текст анотації - Кім Таїл — гітара - Джина Мейнвол — барабани | Технічний персонал - Джейсон Розенберг — артдиректор - Шепард Фейрі — ілюстратор - Тодд Роббінс — редактор - Джек Ендіно — зведення - Рікс Дамс — фотограф - Тоні Гейл — фотограф - Марк Кавенер — звукоінженер |